# ガイ・ペリマン
ガイ・リチャード・ペリマン MBE（Guy Richard Perryman MBE、1965年2月2日 - ）は、イギリススコットランド出身で、日本で活動するラジオパーソナリティ、ナレーター、声優、イベントプロデューサー、ライター。

## 来歴・人物
両親はイギリス人で、スコットランドで生まれ、シンガポール、オーストラリアで育った。
1990年に来日し、主にラジオパーソナリティとして活動する他、CMナレーションも多く手がける。ナレーターとしてのキャリアは長く、特徴ある声で多彩に使い分けられることに定評がある。
2017年、大英帝国勲章（MBE）の叙勲を受ける。

## 出演作品

### 映画
2001年
- シェンムー The Movie（Tao Duo Ji）

### テレビアニメ
2001年
- 名探偵コナン（リカルド・バレイラ）

### ゲーム
2000年
- G-SAVIOUR（ベン・ボルト）

### ラジオ
- THE GUY PERRYMAN SHOW (InterFM897、月～金 6:00-7:30　（2019年までは月〜火 7:00-11:42、水〜木 7:00-11:56、金 7:00-10:51) - 2017年10月〜
- LHR - London Hit Radio - UK & Europe Direct (InterFM897、日 15:00-18:00) - 2012年4月〜2017年10月
- Global Satellite (InterFM897、月〜金 10:00-15:00) - 2009年〜2012年
- ガイ・ペリマンショー（FMメガネット放送で全国放送）- 2007年〜2009年[1]

### CM
- ヴァージンメガストア
- J-WAVE
- スズキ
- スバル
- ソニー
- 東芝
- パナソニック
- ブリヂストン
- ホンダ
- 丸井
- 三菱自動車
- ロッテ